# Böhrigen
Böhrigen ist ein Ortsteil der Gemeinde Striegistal im Landkreis Mittelsachsen in Sachsen. Der Ort schloss sich am 1. Januar 1994 mit fünf weiteren Orten zur Gemeinde Tiefenbach zusammen, die wiederum seit dem 1. Juli 2008 zur Gemeinde Striegistal gehört.

## Geographie

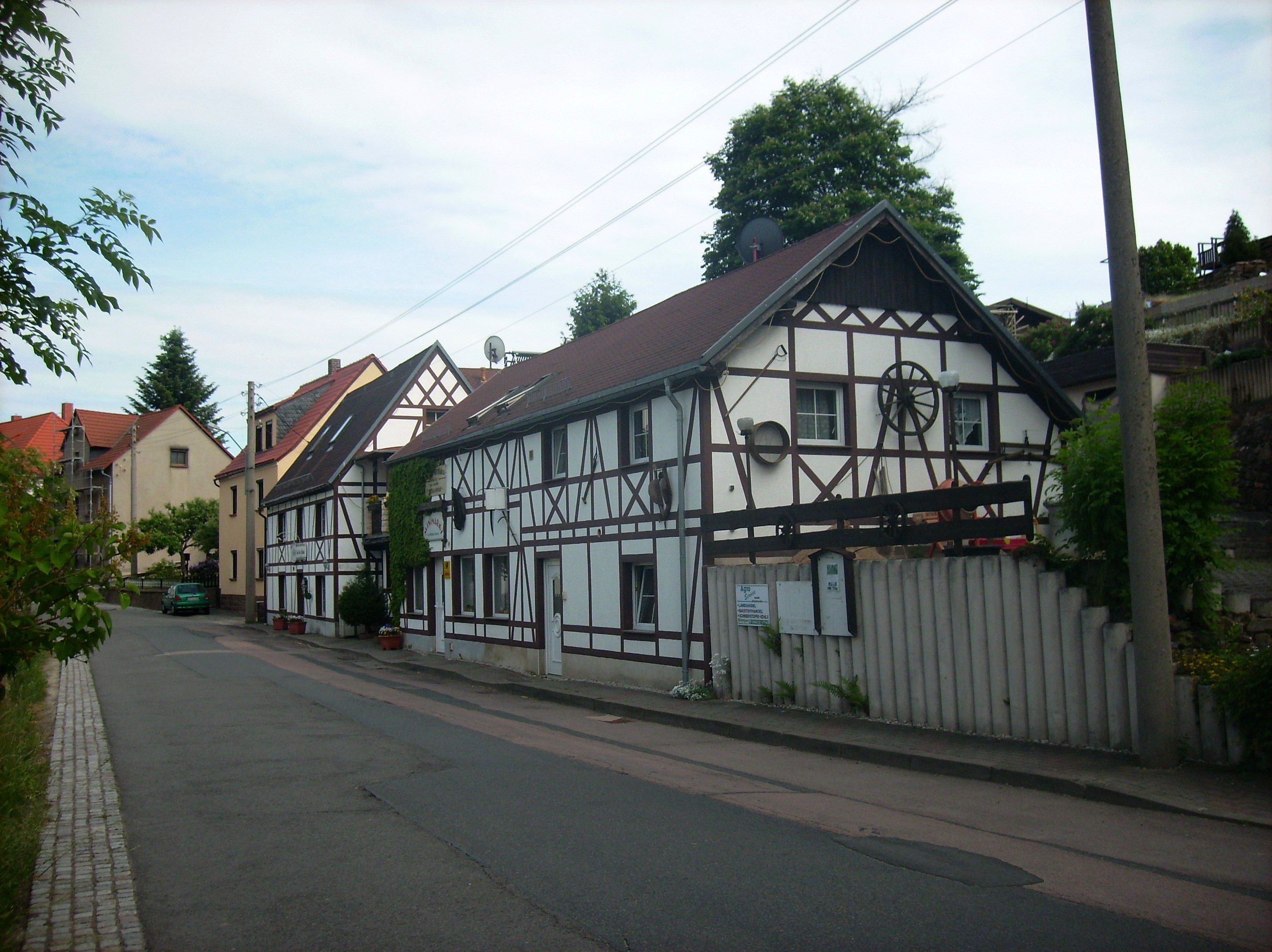
Fachwerkgebäude in Böhrigen

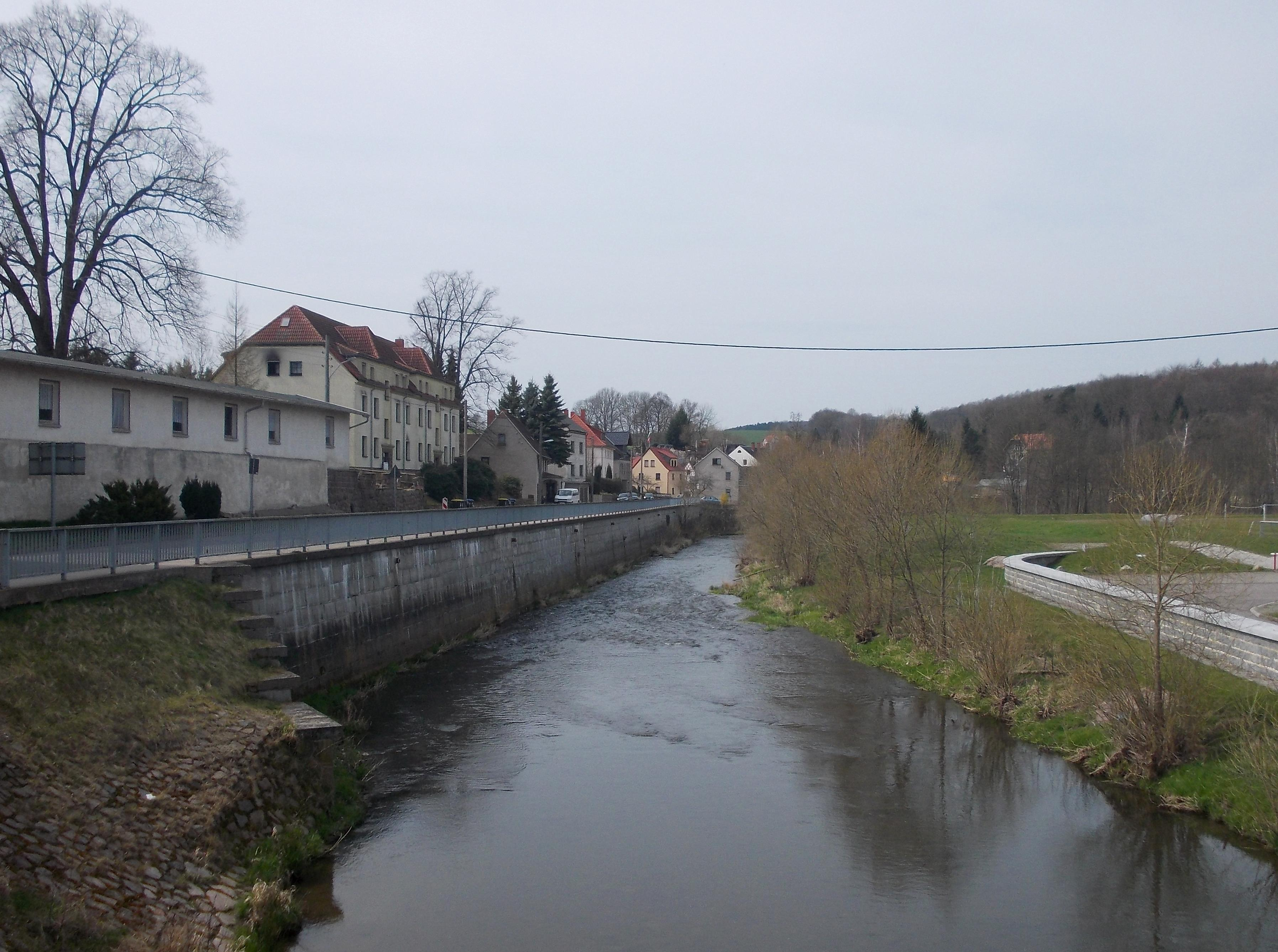
Die Striegis in Böhrigen

### Geographische Lage
Böhrigen liegt im Westen der Gemeinde Striegistal. Durch den Ort fließt die Striegis. Böhrigen befindet sich 36 km nordöstlich von Chemnitz. Westlich des Orts befindet sich der „Aussichtsturm Striegistal“.

### Nachbarorte
|                          | Naundorf                                    | Etzdorf     |
| Greifendorf, Dittersdorf | Kompassrose, die auf Nachbargemeinden zeigt |             |
| Arnsdorf                 |                                             | Berbersdorf |

## Geschichte

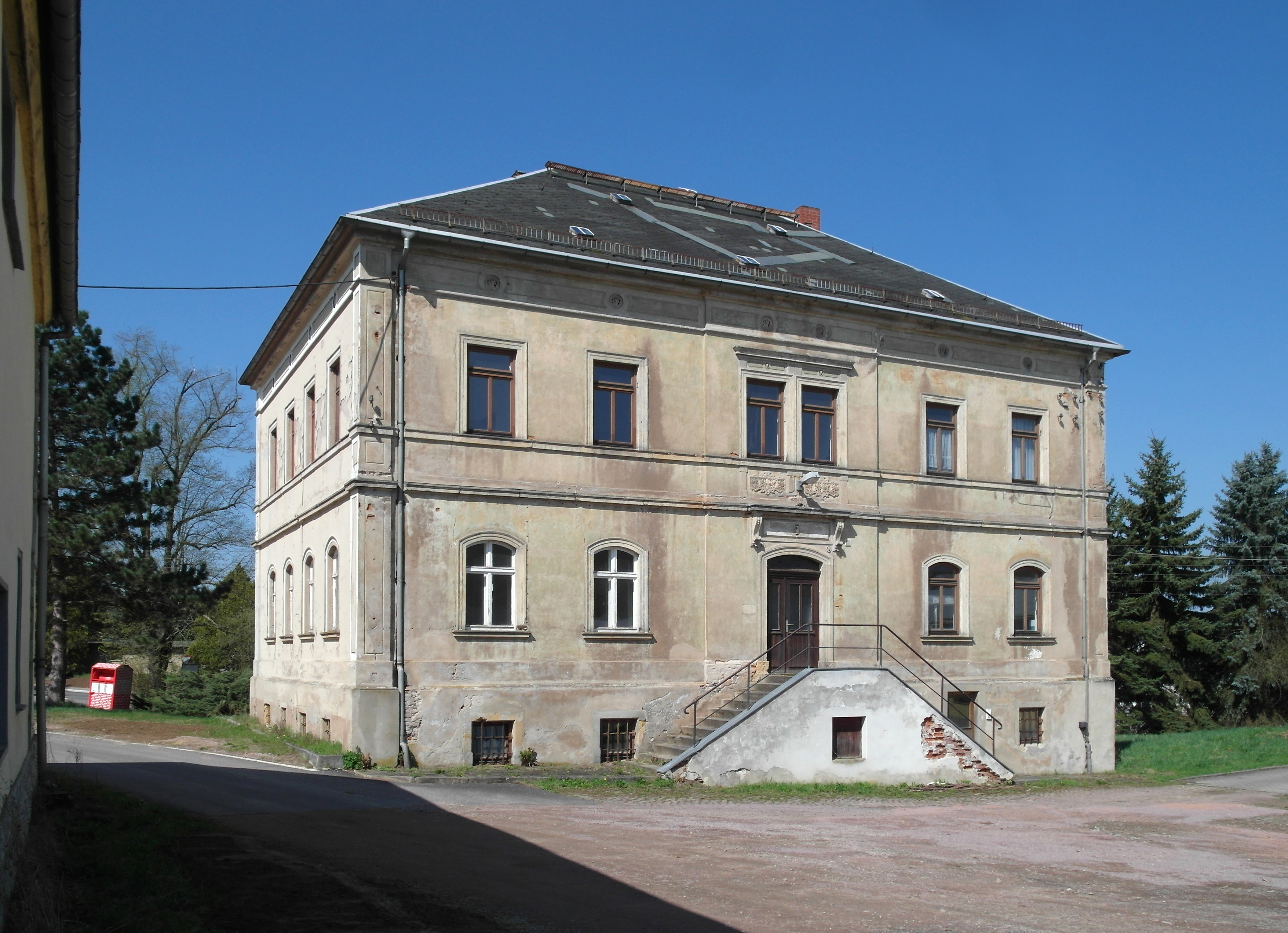
Herrenhaus des Ritterguts Böhrigen, ehemaliges Gemeindeamt des Orts

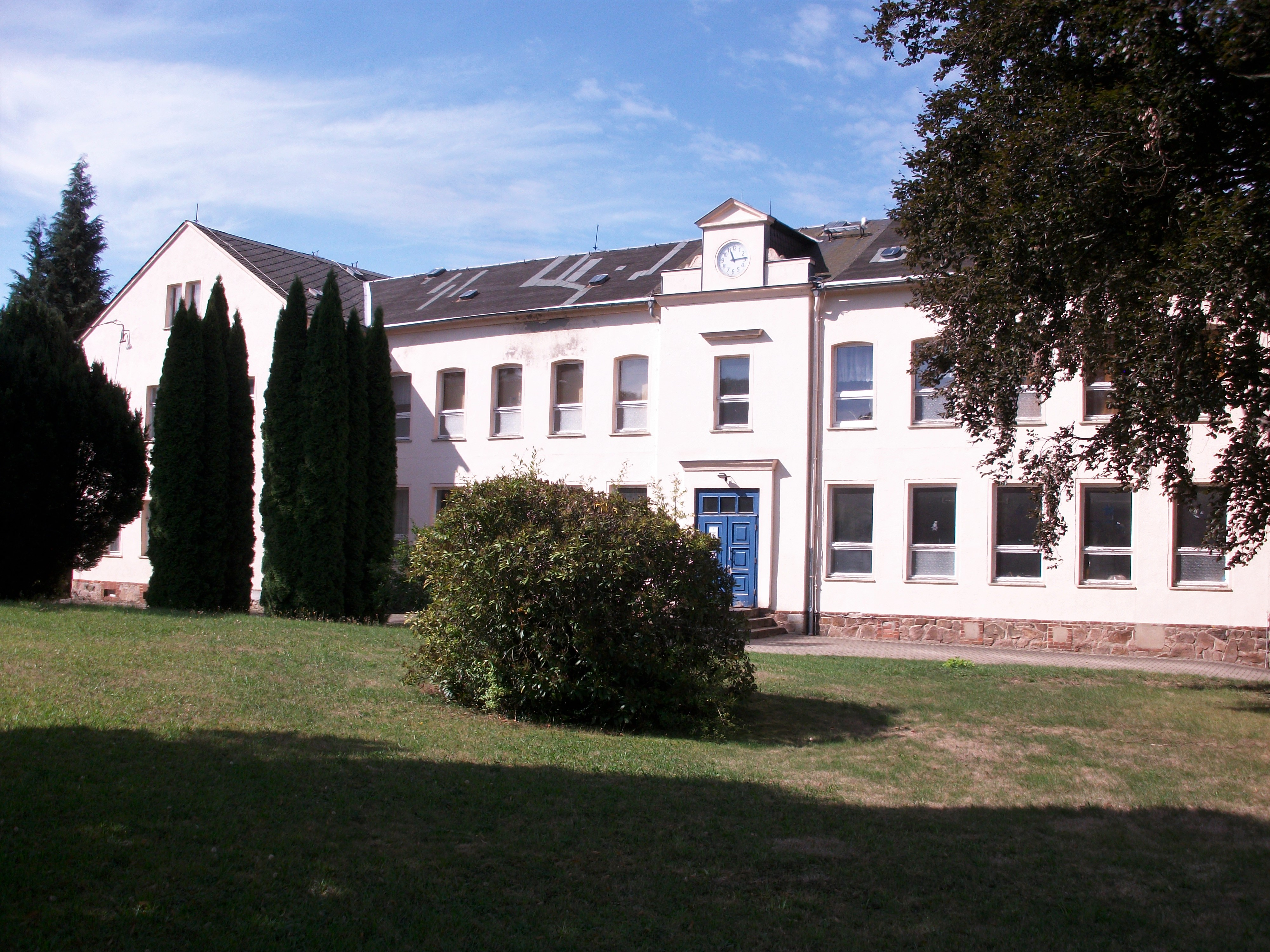
Ehemalige Mittelschule Tiefenbach in Böhrigen

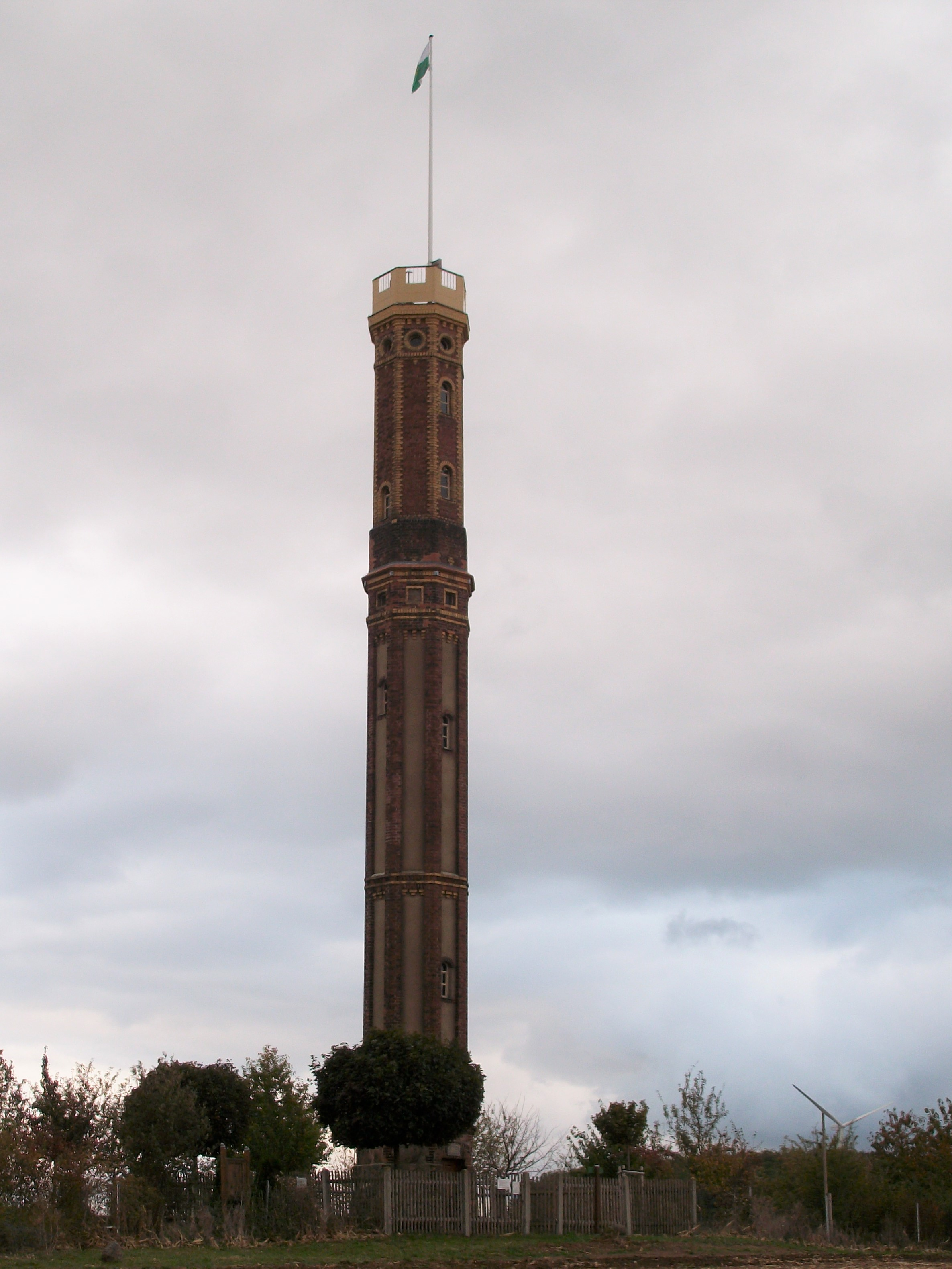
Aussichtsturm Striegistal

Böhrigen wurde im Jahr 1183 erstmals urkundlich erwähnt. Aus der Urkunde geht hervor, dass das 1162 gestiftete Kloster Altzella ursprünglich hier errichtet werden sollte. Es ist nicht bekannt, ob hier bereits mit dem Bau begonnen wurde, bevor 1175 der Konvent am späteren Standort bei Nossen einzog. Die Flur gehörte weiterhin zum Kloster. Später unterhielt das Kloster hier eine Schmelzhütte, an die noch heute der Flurname Schlackenbusch erinnert. Sicher ist, dass hier Silbererze aus dem nahen Gersdorf verhüttet wurden. In diesem Zusammenhang kam es zu Auseinandersetzungen mit Markgraf Heinrich zu Meißen. Er ließ um das Jahr 1272 eine klösterliche Hütte mit zwei Blasebälgen an der Striegis in Böhrigen zerstören. Im Jahr 1278 genehmigte der Markgraf die Wiedererrichtung einer Hütte mit zwei Blasebälgen.
Nach der Säkularisation des Klosters Altzella im Jahr 1540 kam Böhrigen in markgräflichen Besitz. Das Dorf, es bestand damals aus dem ehemaligen Klostergut und einigen Häuslern, wurde zunächst Amtsdorf im neu gegründeten wettinischen Amt Nossen. Die Schmelzhütte wurde 1565 an einen Thomas Winkler verkauft. Seit 1696 ist das Rittergut Böhrigen erwähnt, welches fortan auch die Grundherrschaft über den Ort ausübte. Es ging aus einem 1539 nachgewiesenen Vorwerk hervor, welches wiederum aus einem Klostergut des 12. Jahrhunderts entstanden war. Böhrigen ist seit jeher nach Etzdorf gepfarrt.
Böhrigen gehörte bis 1856 zum kursächsischen bzw. königlich-sächsischen Amt Nossen. Ab 1856 gehörte Böhrigen zum Gerichtsamt Roßwein und ab 1875 zur Amtshauptmannschaft Döbeln, welche 1939 in Landkreis Döbeln umbenannt wurde. In der zweiten Hälfte des 19. Jahrhunderts begann durch die Ansiedlung von Textilunternehmen ein rasanter wirtschaftlicher Aufschwung. Am Ende der Zeit der Industrialisierung erreichte das Industriedorf seine Bevölkerungsblüte. Im Jahr 1874 erhielt Böhrigen einen Bahnhof an der Bahnstrecke Roßwein–Niederwiesa, welcher im Jahr 2000 mit Einstellung des Güterverkehrs auf dem Abschnitt Roßwein–Niederwiesa geschlossen wurde.
Mit der zweiten Kreisreform in der DDR kam die Gemeinde Böhrigen im Jahr 1952 zum neu gegründeten Kreis Hainichen im Bezirk Chemnitz (1953 in Bezirk Karl-Marx-Stadt umbenannt). Seit 1990 gehörte die Gemeinde Böhrigen zum sächsischen Landkreis Hainichen, der 1994 im Landkreis Mittweida und 2008 im Landkreis Mittelsachsen aufging.
Am 1. Januar 1994 schloss sich die Gemeinde Böhrigen mit den Gemeinden Dittersdorf, Arnsdorf, Etzdorf (mit Gersdorf), Marbach (mit Kummersheim) und Naundorf zur Gemeinde Tiefenbach zusammen. Die Gemeinden Tiefenbach und Striegistal wiederum schlossen sich am 1. Juli 2008 zur neuen Gemeinde Striegistal zusammen, wodurch Böhrigen seitdem ein Ortsteil von Striegistal ist. Die in Böhrigen ansässige "Mittelschule Tiefenbach" schloss mit dem Ende des Schuljahres 2006/2007.

### Ortsnamenformen
Im Laufe der Jahrhunderte erfuhr der Ortsname mehrfache Wandlungen
- 1183 in loco, qui dicitur Bor
- 1278 curia super fluvio Striguz sita … dicta Bore
- 1352 Boyrchyn
- 1388 Borichen
- 1539/40 Borchen
- 1540 Bohrigen, Borichenn
- 1791 Bo(e)richen, oder Bohringen

Der Name geht auf das altsorbische Wort bor – Nadelwald zurück. Noch heute nennt man eine bewaldete Erhebung Borberg.

## Persönlichkeiten

### Söhne und Töchter des Ortes
- Anton Wiede (1836–1911), Bergingenieur und Unternehmer
- Erich Knabe (1882–1940), lutherischer Geistlicher, Gegner der Euthanasie
- Martin Kröger (1894–1980), Chemiker und Professor an der Universität Leipzig
- Friedrich Wegert (1895–1980), Maler und Grafiker
- Friedrich Wernicke (1902–1982), Berghauptmann

### Persönlichkeiten, die vor Ort gewirkt haben
- Friedrich Gottlob Lehmann (1805–1869), Textilfabrikant und Landtagsabgeordneter
- Carl Gustav Leonhardt (1845–1903), Textilfabrikant, Erbauer des Aussichtsturms, wohnte in Böhrigen

## Sehenswürdigkeiten
Aussichtsturm Striegistal östlich von Böhrigen. Der 1891 fertiggestellte 27,15 m hohe, denkmalgeschützte Turm ist nach Sanierungsmaßnahmen seit dem 2. Juli 2011 wieder zugänglich.

## Verkehr

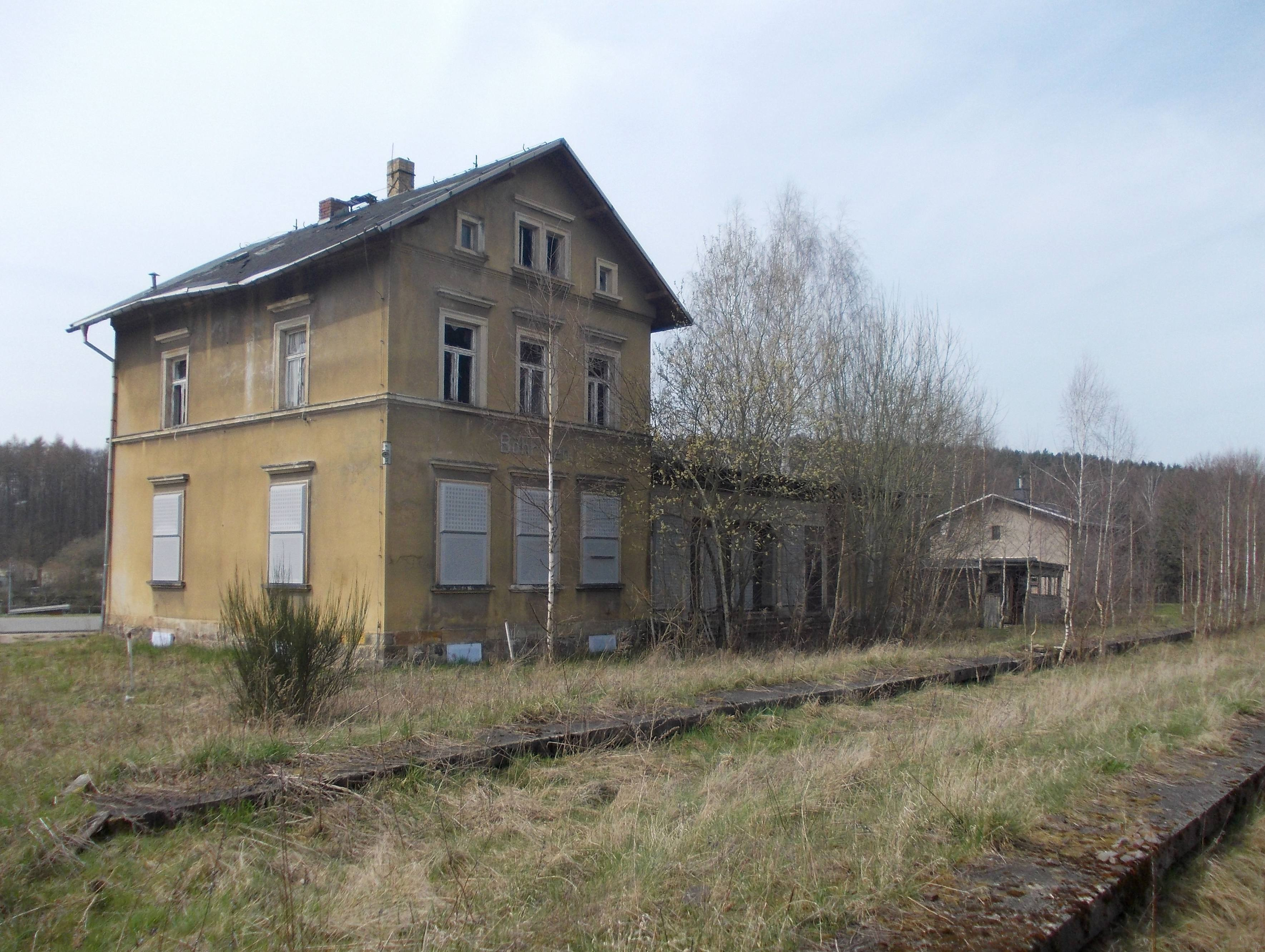
Bahnhof Böhrigen, Empfangsgebäude (2015)

Der am 28. August 1874 eröffnete Bahnhof Böhrigen lag an der Bahnstrecke Roßwein–Niederwiesa. Der Personenverkehr endete zum 24. Mai 1998; der Güterverkehr zum 1. Januar 2000. Inzwischen ist der Abschnitt zwischen Roßwein und Hainichen stillgelegt, die Bahnanlagen sind weitgehend demontiert. Als Ersatz für die stillgelegte Bahnverbindung verkehren die Buslinien 616 und 640.
Westlich von Böhrigen verläuft die Bundesstraße 169. Über diese ist die Anschlussstelle 73 („Hainichen“) der Bundesautobahn 4 zu erreichen.